# Westmorland (Californie)
Pour les articles homonymes, voir Westmorland.
Westmorland est une municipalité américaine du comté d'Imperial, en Californie. Au recensement de 2010, Westmorland comptait 2 225 habitants.
Une particularité de la municipalité est d’être située 48 mètres sous le niveau moyen de la mer, ce qui en fait l’une des agglomérations aux États-Unis avec l’altitude la plus basse.

## Démographie
| 1940  | 1950  | 1960  | 1970  | 1980  | 1990  |
| ----- | ----- | ----- | ----- | ----- | ----- |
| 1 010 | 1 213 | 1 404 | 1 175 | 1 590 | 1 380 |

| 2000  | 2010  | - | - | - | - |
| ----- | ----- | - | - | - | - |
| 2 131 | 2 225 | - | - | - | - |